# МКС-42
МКС-42 — сорок вторая долговременная экспедиция Международной космической станции. Её работа началась 10 ноября 2014, 00:31 UTC года с момента отстыковки Союз ТМА-13М от станции. В официальном составе экспедиции было 3 человека. 24 ноября 2014 года, 02:49 UTC она пополнилась ещё на тремя космонавтами, прибывшими на корабле Союз ТМА-15М. Экспедиция закончилась 11 марта 2015 года, 22:44 UTC с отстыковкой Союз ТМА-14М.

## Экипаж
| Должность     | 1 этап (10 — 24 ноября 2014) | 2 этап (24 ноября 2014 — 11 марта 2015) | № полёта | Корабль доставки | Продолжительность работы на МКС |
| ------------- | ---------------------------- | --------------------------------------- | -------- | ---------------- | ------------------------------- |
| Командир      | Барри Уилмор, НАСА           | Барри Уилмор, НАСА                      | 2        | Союз ТМА-14М     | 166 сут 20 час 32 мин 33 сек    |
| Бортинженер 1 | Александр Самокутяев, ФКА    | Александр Самокутяев, ФКА               | 2        | Союз ТМА-14М     | 166 сут 20 час 32 мин 33 сек    |
| Бортинженер 2 | Елена Серова, ФКА            | Елена Серова, ФКА                       | 1        | Союз ТМА-14М     | 166 сут 20 час 32 мин 33 сек    |
| Бортинженер 3 |                              | Антон Шкаплеров, ФКА                    | 2        | Союз ТМА-15М     |                                 |
| Бортинженер 4 |                              | Саманта Кристофоретти, ЕКА              | 1        | Союз ТМА-15М     |                                 |
| Бортинженер 5 |                              | Терри Вёртс, НАСА                       | 2        | Союз ТМА-15М     |                                 |

## Ход экспедиции

### Выходы в открытый космос
1. 21 февраля 2015 года, Барри Уилмор и Терри Вёртс, из модуля Квест, длительность 6 ч 41 мин, выполнение работ по подготовке МКС к приему новых американских пилотируемых космических кораблей[4].
2. 25 февраля 2015 года, Барри Уилмор и Терри Вёртс, из модуля Квест, длительность 6 ч 43 мин, продолжение работ по подготовке МКС к приему новых кораблей[5].
3. 1 марта 2015 года, Барри Уилмор и Терри Вёртс, из модуля Квест, длительность 5 ч 38 мин, выполнение работ с электро- и телекоммуникационным оборудованием на поверхности американского сегмента МКС[6].

### Принятые грузовые корабли
1. SpaceX CRS-5, запуск 10 января 2015 года, стыковка 12 января 2015 года.
2. Прогресс М-26М, запуск и стыковка 17 февраля 2015 года.